# Pliometria

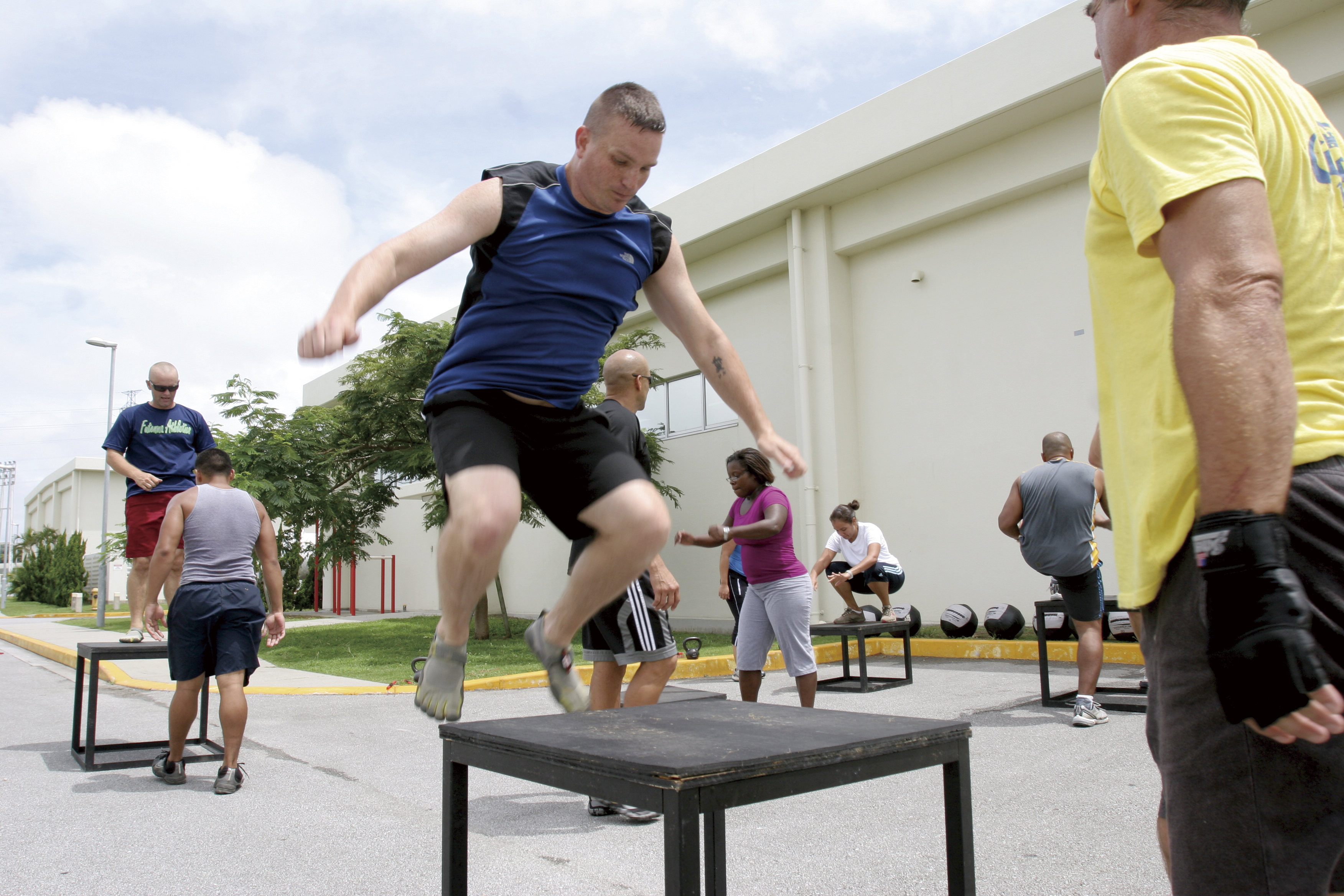
Un marine nord-americà realitza salts pliomètrics a Camp Foster, Okinawa

La pliometria, també coneguda com a entrenament de salt o plios, és un sistema d'entrenament que es basa en l'execució de salts que produeixen un cicle d'estirament-escurçament en el múscul, la qual cosa és deguda a l'activació del reflex miotàtic i també de la reutilització de l'energia elàstica, producte de l'estirament realitzat.
Són exercicis en què els músculs exerceixen la màxima força en intervals de temps curts, amb l'objectiu d'augmentar la potència (velocitat-força). Aquest entrenament se centra a aprendre a passar d'una extensió muscular a una contracció d'una manera ràpida o "explosiva", com per exemple en els salts repetits especialitzats. La pliometria és utilitzada principalment pels atletes, especialment els artistes marcials, els velocistes i els saltadors d'alçada, per millorar el rendiment, i s'utilitzen en el camp del fitness en un grau molt menor.

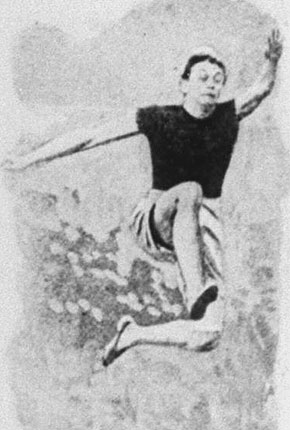
Salt

## Factors que determinen el Cicle d'Estirament-Escurçament (CEE)

### Histològics

#### Percentatge de fibres FT
L'Squat Jump (SJ) és un bon test per estimar el percentatge de fibres FT (o fibres ràpides). Com més alt sigui el salt, major és el percentatge de fibres ràpides. El temps de contacte és menor, perquè s'aplica més ràpidament la força.
Estudis recents han demostrat que sí que és possible passar fibres lentes a ràpides.

### Nerviosos

#### Reclutament de fibres
S'ha demostrat que es recluten primerament unitats motrius ràpides si el moviment és ràpid. Llavors, quan aquestes estan fatigades s'activen les fibres lentes.
Si el moviment és lent, s'activen en primer lloc les fibres ST, i després, quan aquestes estan fatigades –si s'arriben a fatigar- les fibres ràpides.
El reclutament depèn fisiològicament de l'actuació d'inhibició del circuit de Renshaw.

#### Sincronització d'unitats motrius
Les unitats motrius estan naturalment sincronitzades, però el circuit de Renshaw causa la dessincronització. L'entrenament inhibeix aquest circuit i millora la sincronització.
La sincronització ve a ser com un grup de persones cridant al mateix temps. Al començament aniran descoordinats, però amb l'entrenament poden arribar a cridar tots a la vegada i augmentar la potència final del crit.

#### Activació del reflex miotàtic
L'activació del reflex miotàtic es pot sumar a la contracció voluntària per generar una major potència.
- Inhibició en principiants (desentrenats):
  - Realitza la màxima força voluntària quan encara està a l'aire.
  - El reflex miotàtic s'activa molt tard, i no se suma a l'acció voluntària.
- Activació en entrenats:
  - Abans del contacte amb el terra el múscul ja es prepara, i llavors el reflex miotàtic se suma a l'acció voluntària.

### Elasticitat
Els sarcòmers en sèrie, els tendons i els embolcalls musculars constitueixen l'elasticitat muscular en sèrie.